# Shinjuku
Shinjuku (新宿区 -ku?) es un barrio especial de la Metrópolis de Tokio, en Japón.
Es el más importante centro comercial y administrativo de la Metrópolis de Tokio. En el mismo, se encuentra su famosa estación de trenes, que es la más utilizada del mundo (un promedio de 3 millones de personas emplean la estación diariamente), además del Tochō (都庁) o edificio del Gobierno Metropolitano de Tokio, el cual es el centro de la administración de Tokio y símbolo urbano más importante de la parte oriental de Tokio. En el área cercana de la estación de Shinjuku se encuentra una gran concentración de tiendas de electrónica, centros comerciales como Odakyu, cines, restaurantes y bares. Muchos hoteles internacionales poseen una sucursal en este barrio especial, especialmente hacia el oeste del barrio especial.
En el año 1960, la población estimada de este barrio especial fue de 413.910, con una densidad poblacional de 22.708 personas por km², con un área total de 18,23 km².
Shinjuku posee la más alta tasa de inmigrantes registrados que cualquier otro barrio especial en la Metrópolis de Tokio. El día 1 de octubre de 2005, 29.353 personas con 107 nacionalidades estuvieron registradas en Shinjuku, siendo los habitantes de Corea (Corea del Norte y Corea del Sur), China y Francia los más recurrentes.
Su nombre significa "nueva posada" (新-Nuevo, 宿-Posada, alojamiento)

## Geografía

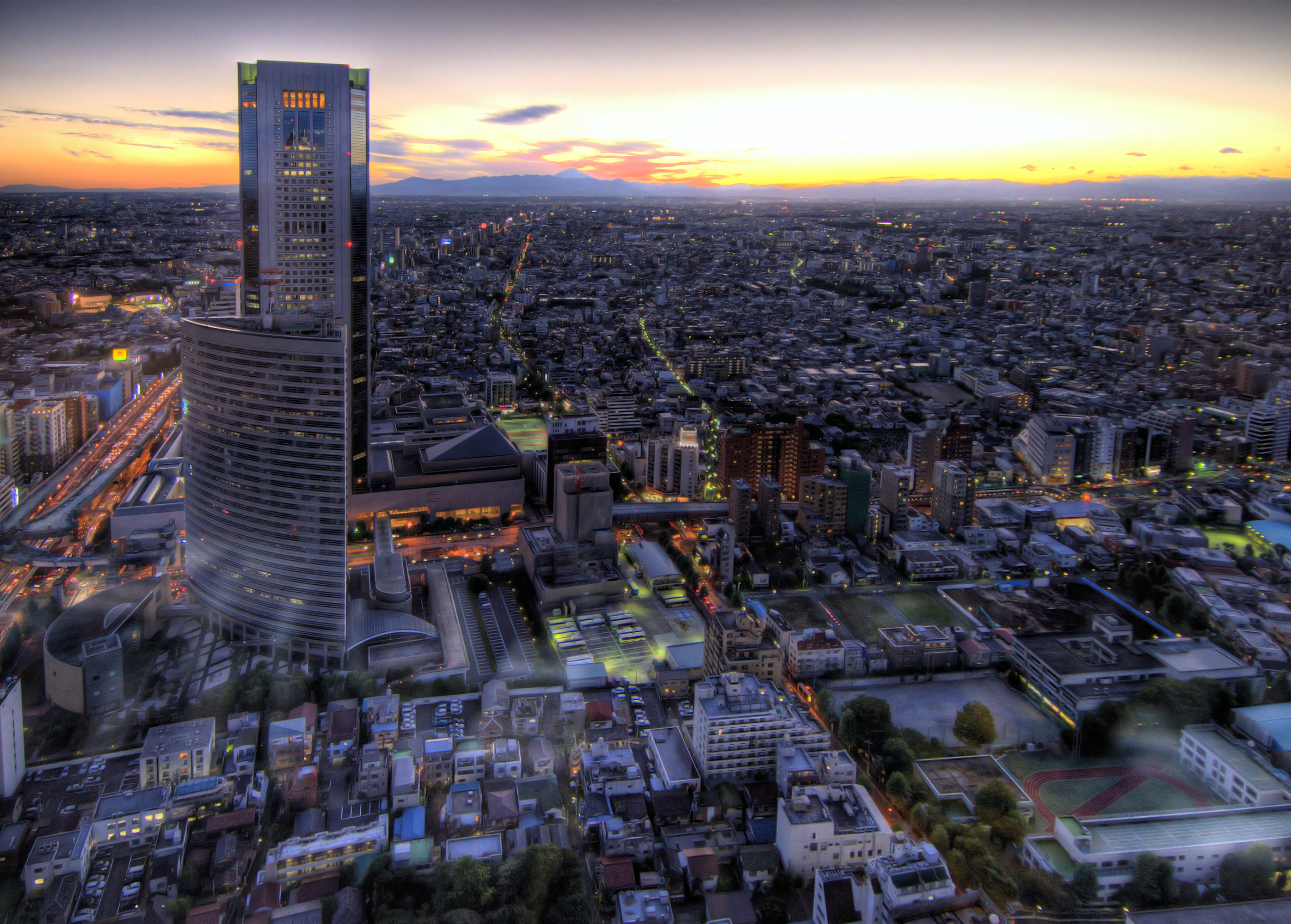
Vista aérea con el Monte Fuji al fondo.

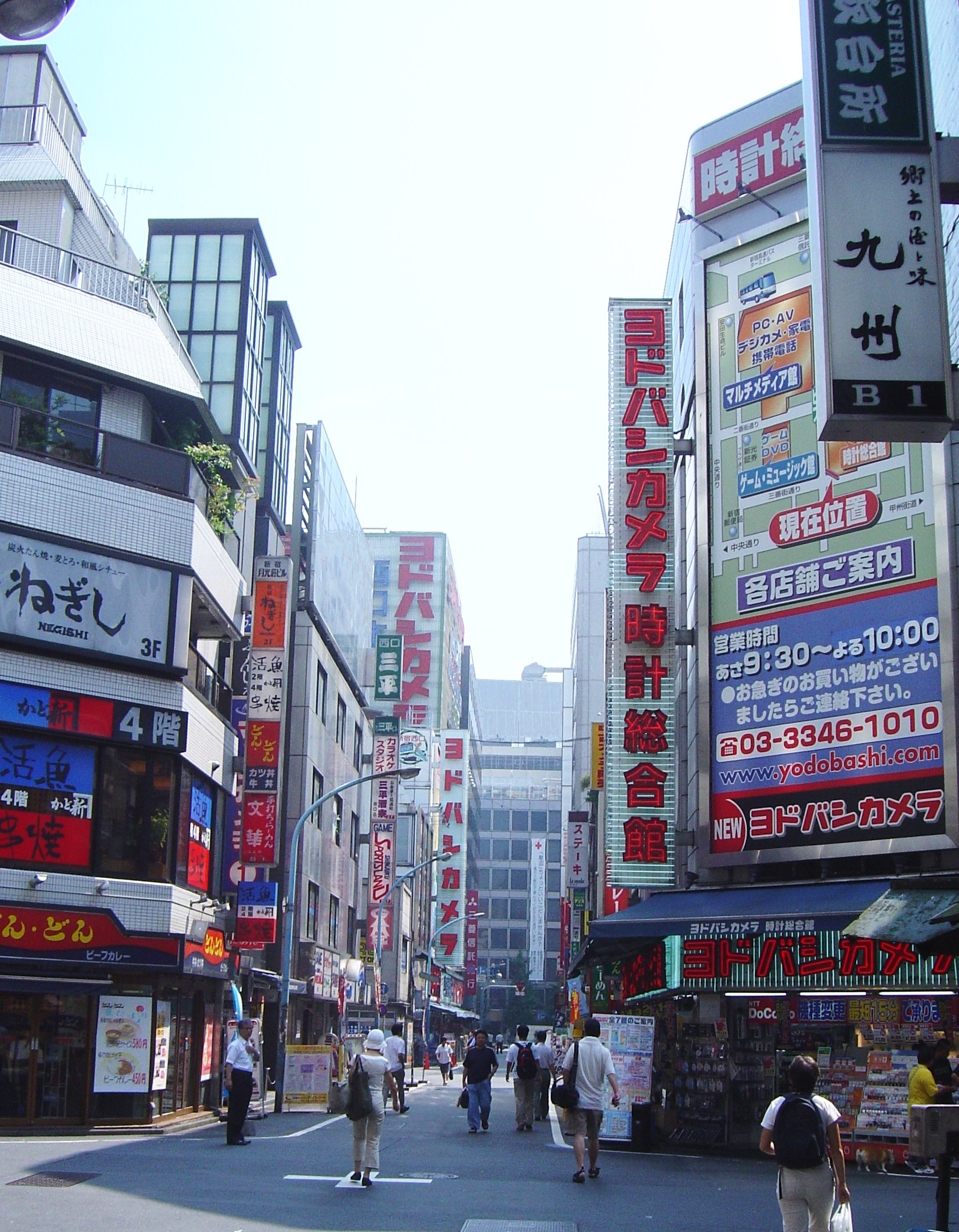
Vista de la parte oeste de Shinjuku

Los barrios especiales en torno a Shinjuku son: Chiyoda al este; Bunkyo y Toshima al norte; Nakano al oeste; y Shibuya y Minato al sur. Además, Nerima está a pocos metros de distancia. El punto más alto de Shinjuku es el cerro Hakone, a 44,6 m, en el parque Toyama que se encuentra al este de las estaciones de Takadanobaba y Shin-Okubo. El punto más bajo está a 4,2 m en el área de Iidabashi.
Dentro de Shinjuku se encuentran áreas más específicas como:
- Ichigaya, un área comercial, al este de Shinjuku. Se encuentra la Agencia de Defensa Japonesa.
- Kabukichō, un distrito conocido por sus bares, restaurantes y como un zona roja, debido a las prostitutas y otros tipos de comercio sexual. Se encuentra al noreste de la estación de Shinjuku.
- Nishi-shinjuku: en este distrito se encuentran la mayoría los rascacielos del barrio. Se encuentra al oeste de la estación de Shinjuku.
- Okubo: es conocido por ser un distrito con abundancia de inmigrantes coreanos.
- Shinanomachi: En la parte sureste se encuentra el Estadio Nacional, también conocido como el Estadio Olímpico.
- Jardín Nacional Shinjuku Gyoen: es un gran parque con 58,3 hectáreas, con 3,5 km de radio, donde se mezclan el estilo japonés, inglés y francés en las decoraciones de los jardines.
- Shinjuku ni-chome: es uno de los barrios gays de la Metrópolis de Tokio.
- Waseda: se encuentra cercana a la Universidad de Waseda, que es una de las universidades privadas más prestigiosas de Japón.

## Historia

Silueta de rascacielos de Shinjuku.

En 1634, se construyó un edificio del estilo Edo, con un número de templos que se mudaron al área de Yotsuya, en el oeste del área de Shinjuku. En 1698, durante la época Edo, "Naitō Shinjuku" fue construida como un nuevo shuku (estación, posta, tambo) en el Kōshū Kaidō, que era una de las grandes vías de comunicación de la época. El señor Naitō era un daimyo (señor feudal, gobernador de provincia) cuya mansión representante en Edo estaba erigida en los terrenos; dicha finca es ahora un parque público, el Shinjuku-Gyoen.
Shinjuku comenzó a desarrollarse en su forma actual tras el gran Terremoto de Kanto en 1923. Debido a que es un área estable frente a los sismos, evitó su destrucción. Es por ello que en esta zona se pueden encontrar varios de los mayores rascacielos de Tokio.
Durante la Segunda Guerra Mundial y desde mayo hasta agosto de 1945, el 90% de los edificios en el área y alrededor de la estación de Shinjuku fueron destruidos. El barrio especial actual fue establecido el 15 de marzo de 1947, con la unión de los barrios de Yotsuya, Ushigome y Yodobashi.

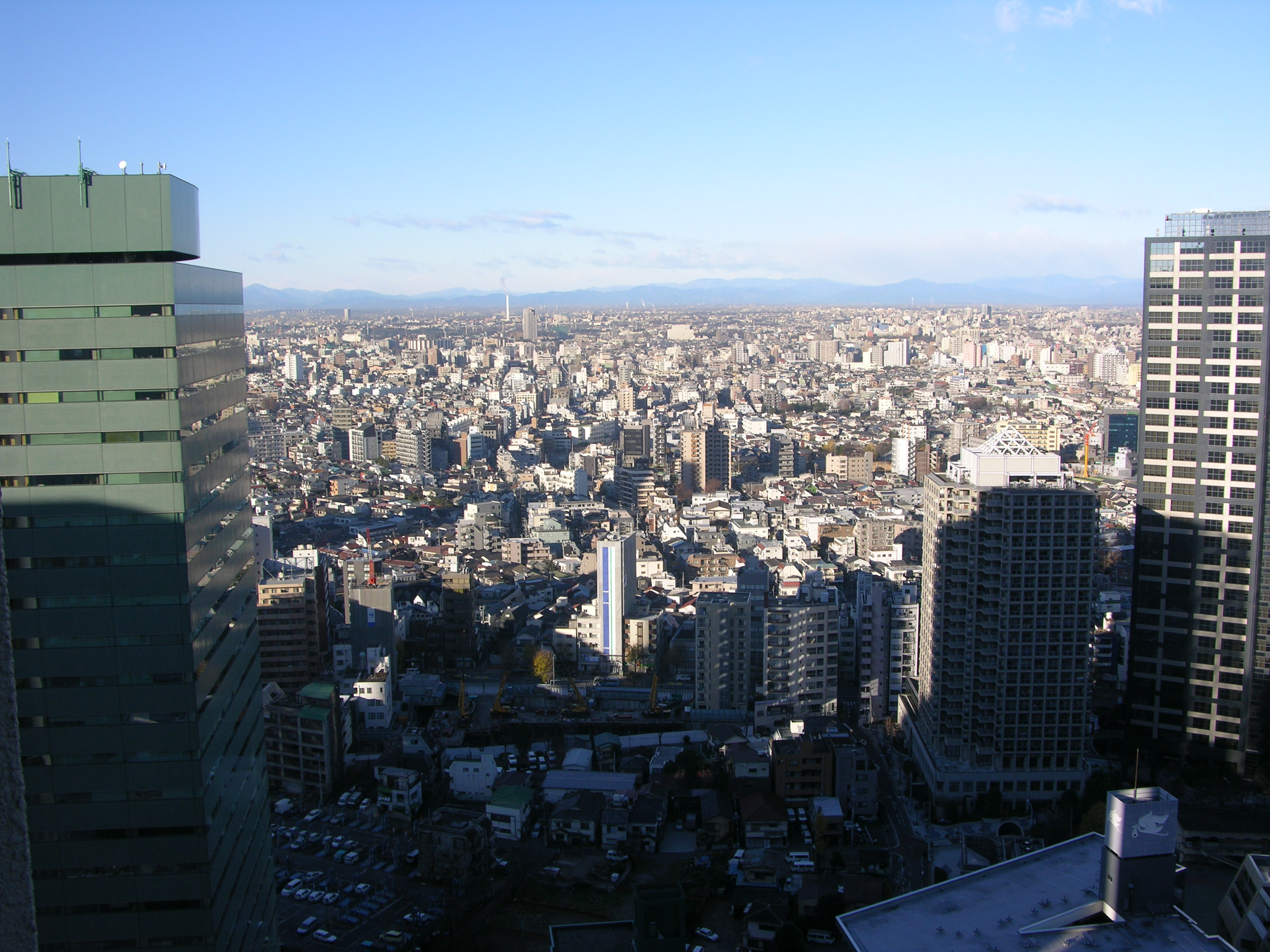
Vista hacia el occidente de Tokio, desde un rascacielos de Shinjuku.

En 1991, el Gobierno Metropolitano de Tokio se movió desde el distrito de Marunouchi en Chiyoda, al edificio actual en Shinjuku.

## Gobierno
Al igual que los otros barrios especiales de la Metrópolis de Tokio, Shinjuku posee un estatus equivalente a una ciudad. En el 2005, el alcalde es Hiroki Nakaya, a. El kugiraki (o concejo), consiste de 38 miembros elegidos que se encuentran afilidados a Liberal Democracia, Nuevo Gobierno Limpio, Democrátas, Comunistas, entre otros partidos políticos, así también como independientes.

## En la cultura popular

### Anime y manga
- En el año 2001 Shinjuku Oeste fue la escena de la serie de anime Digimon Tamers, producida por Toei Animation, y transmitida por la señal japonesa Fuji Television.

- En la película Shin chan: La invasión, una invasión extraterrestre tiene su origen en un rascacielos de esta.

- En la película Shin chan: en busca de las bolas perdidas, es donde el Clan de los Mariconchis tenía su local de alterne
- En el manga "Gantz" cuando se provoca una matanza. Además aparece su estación de trenes. El capítulo comienza en "La mañana del crimen y termina en "Jurásico".

- Aparece en el anime "Code Geass" cuando es devastado por completo por el ejército de Britannia dado al desacato y a la rebelión por parte de un pequeño grupo de terroristas, que está conformado por habitantes del "Área 11" buscando venganza por la invasión a Japón.

- En la serie manga yaoi Okane ga Nai, los protagonistas viven en un prestigioso edificio de este barrio especial.

- El manga y Anime Get Backers ubica al dúo de recuperadores en Nishi-Shinjuku, además sitúa un enorme edificio llamado La Fortaleza Ilimitada en la misma ciudad.

- En el anime Karas, los hechos transcurren en un Nishi-Shinjuku ficticio.

- En el anime Death Note, ocurre un apuñalamiento, Light mata al sujeto, esto ocurre en el episodio 2 de death note.

- El famoso manga y anime "City Hunter" de Tsukasa Hōjō transcurre en Nishi-Shinjuku.

- El manga Demon City Shinjuku (1982) se desarrolla en las hipotéticas ruinas de esta zona de Tokio devastada por un terremoto.

- En el anime Owari no Seraph aparece como una de las regiones que los vampiros tienen como zona de control.

- En el manga Jujutsu Kaisen uno de sus arcos más importantes transcurre en este distrito durante la noche del 31 de Octubre.

### Películas
- Aquí se encuentra el Hotel Park Hyatt Tokyo, que apareció en la película Lost in Traslation de Sofia Coppola (2003).

- En la película de Culto Suicide Club, 54 Estudiantes se suicidan en la Plataforma 8 de la Estación de Shinjuku.

- La película Ichi the killer del director Takashi Miike transcurre en este barrio especial.

- En la película Kimi no Na wa. de Makoto Shinkai se puede ver la Estación de Shinjuku en varias escenas, además de ser el lugar donde varios personajes toman un tren a distintas partes de Tokio.
- La película Tokyo Godfathers de Satoshi Kon transcurre principalmente en Shinjuku.[3]

### Videojuegos
- En el videojuego Midnight Club II (2003) se presenta esta ciudad como circuito, teniendo detalladamente varios paisajes, edificios, vehículos, calles, etc.

- Una tópica representación del barrio sirve de escenario en el videojuego de PS2 "Tekken 4"

- En el videojuego Etrian Odyssey aparece como el 5.º estrato de este juego con el nombre de "Lost Shinjuku" (Shinjuku perdida)

- En la franquicia Pokemon, Ciudad Azulona está inspirada en este barrio, por sus casinos y tiendas. Y el gimnasio de Azulona está inspirado en el jardín del barrio.

- En la saga Yakuza de sega (Ryū ga gotoku en Japón) el escenario principal de los juegos es una recreación del barrio de Kabukichō, el barrio rojo de Shinjuku, que en el juego es conocido como Kamurocho.

- En la saga de carreras de Gran Turismo, este lugar es lugar de algunos circuitos.
- En Persona 5, Shinjuku aparece como un lugar al que el protagonista puede visitar para realizar diversas actividades.

### Literatura
- En la novela Crónica del pájaro que da cuerda al mundo (2001, Tusquets) de Haruki Murakami varias partes del relato se desarrollan en las inmediaciones de la estación de Shinjuku.